# Enantia clarissa
Enantia clarissa is een vlindersoort uit de familie van de Pieridae (witjes), onderfamilie Dismorphiinae.
Enantia clarissa werd in 1895 beschreven door Weymer.